# Греко-бактрійські царі

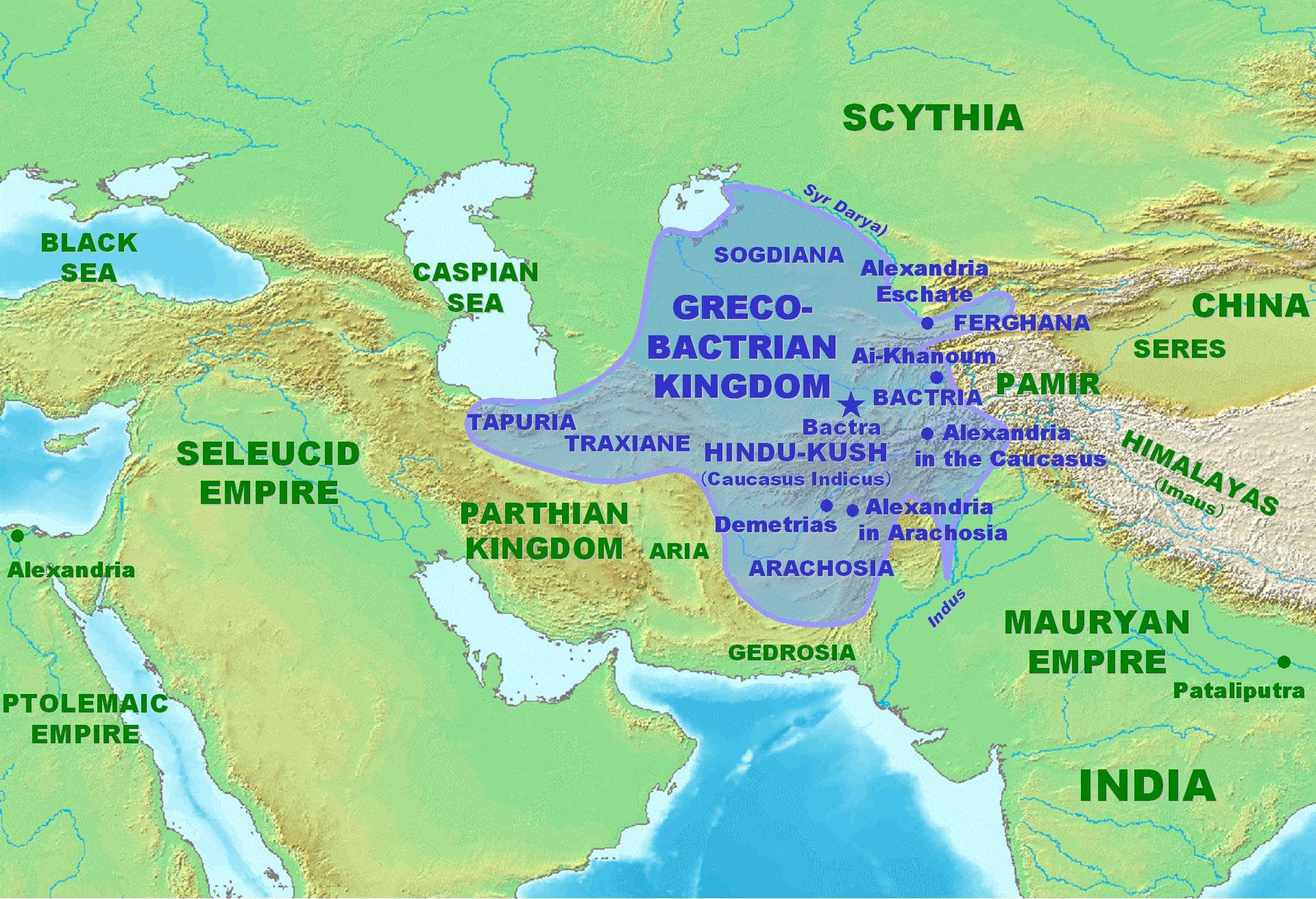
Греко-Бактрійське царство

Греко-Бактрійські царі — царські династії, що правили в Греко-Бактрійському царстві в 256 до н. е. — 55 до н. е.
Діодотіди — (правили в Бактрії, Согдіані, Фергані і Арахозії)
- бл. 256—248 рр. до н. е. Діодот I
- бл. 248—235 рр. до н. е. Діодот II

Євтидеміди — (правили в Бактрії, Согдіані, Фергані і Арахозії)
- бл.. 235—200 рр. до н. е. Евтидем I
- бл. 200—185 рр. до н. е. Деметрій I
- бл. 200—190 рр. до н. е. Евтидем II
- бл. 185—175 рр. до н. е. Панталеонт
- бл.180 — 165 рр. до н. е. Агафокл Бактрійський
- бл. ? — 130 рр. до н. е. Поліксен Епіфан Сотер
- бл.? — 125 рр. до н. е. Зоїл I
- 120—115 рр. до н. е. Лісій Анікет
- бл. ? — 85 рр. до н. е. Теофіл

Антімахіди — (правили в Арахозії, Гандхарі і Пенджабі)
- бл. 190—180 рр. до н. е. Антімах I
- бл. 180—165 рр. до н. е. Деметрій II
- бл.155 — 130 рр. до н. е. Менандр I (інд. Мілінда)
- бл.? — 130 рр. до н. е. Епандер
- бл. 130—125 рр. до н. е. Антимах II
- бл. 130 — 95 рр. до н. е. Стратон I
- бл.125 — 115 рр. до н. е. Филоксен Аникет
- бл. 115 — 95 р. до н. е. Аполлодот I
- бл.95 — 85 рр. до н. е. Нікій I
- бл. 95 — 80 р. до н. е. Зоїл II
- бл. 95 — 80 рр. до н. е. Діонісій I
- бл. 95 — 80 рр. до н. е. Аполлофан
- бл. 85 — 70 рр. до н. е. Гиппострат I
- бл. 80 — 65 рр. до н. е. Аполлодот II

Евкратіди — (правили в Бактрії та Согдіані)
- Евкратід I 171 до н. е. — 166 до н. е.
- Платон 166 до н. е. — ?
- Геліокл 155 до н. е. — 140 до н. е.
- Евкратід II 140 до н. е. — ?
- Архебій 130 до н. е. — 120 до н. е.
- Геліокл II 120 до н. е. — 115 до н. е.
- Антіалкід 115 до н. е. — 95 до н. е.
- Артемідор I ? — 95 до н. е.
- Певколай ? — 95 до н. е.
- Діомед I 95 до н. е. — 85 до н. е.
- Телеф 95 до н. е. — 80 до зв. е.
- Амінта I 85 до н. е. — 75 до н. е.
- Гермей I 75 до н. е. — 55 до н. е.